# Драганово (Великотырновская область)
Драганово (болг. Драганово) — село в Болгарии. Находится в Великотырновской области, входит в общину Горна-Оряховица. Население составляет 2399 человек (2022).

## Политическая ситуация
В местном кметстве Драганово, в состав которого входит Драганово, должность кмета (старосты) исполняет Петыр Иванов Суванджиев (Граждане за европейское развитие Болгарии (ГЕРБ)) по результатам выборов.
Кмет (мэр) общины Горна-Оряховица — Йордан Стефанов Михтиев (Граждане за европейское развитие Болгарии (ГЕРБ)) по результатам выборов.

## Известные уроженцы
- Камен Зидаров (1902—1987) — болгарский писатель, поэт, драматург и переводчик.
- Разцветников, Асен (1897—1951) — болгарский писатель, поэт, публицист и переводчик.